# Сокіл (опера)
«Сокіл» ( фр. Le faucon) повна назва «Сокіл Федеріго дельї Альберігі» — опера на 3 дії українського композитора  Дмитра Бортнянського. Створена 1786 року на лібрето бібліотекаря майбутнього імператора Павла І швейцарця Франца-Германа Лаферм'єра, написане французькою мовою. Вперше виконана придворними в Гатчинському палаці 11 жовтня 1786 року.
Лірико-комічна опера поєднує вокальні номери і розмовні діалоги. Сюжет запозичений з «Декамерона» Джованні Боккаччо (день п'ятий, новела дев'ята, що послужила також основою для комічної опери «Сокіл» П. Монсіньї на лібрето М. Седена (Париж, 1771)).

## Створення
Князь І. Долгорукий в автобіографічній «Повісті про народження моє, походження і все життя» згадує народження опери так:
| "При великому князі жив швейцарець на ім'я Лаферм'єр, якого він дуже шанував і у вільний час, особливо по полудні, примушував його читати різні книги для своєї розваги. Іноземець цей мав добрі пізнання і був немолодих років. Він створив французьку оперу "Le faucon", яка сподобалася їх високостям і справді була вигадлива, вся в тодішньому смаку, тобто не дуже романтична, досить велика і складалася з трьох дій. Музику для неї створив пан Бортнянський пречудово. Їхнім високостям було завгодно, щоб ми її розіграли. Читана вона була самим автором публічно при всіх нас, в один по-полуденний час в кабінеті великого князя. Тут таки роздані ролі і наказано її вчити". |

## Постановки
Упродовж майже 200 років опера не звучала зі сцени. Була відкрита заново у 1970-ті роки після постановки в Московському камерному музичному театрі (режисер-постановник народний артист СРСР Борис Покровський; виконувалася в російському перекладі А.Розанова).
Вперше в Україні виконана під художнім керівництвом народної артистки України Наталі Свириденко 15 жовтня 1995 року (концертне виконання, присвячене 380-й річниці від заснування Києво-Могилянської Академії) українською мовою (переклад лібрето Максима Стріхи спеціально зроблений для цього виконання). 10 травня 1996 року опера була показана в приміщенні Національного університету «Києво-Могилянська Академія» у сценічному варіанті (диригент-постановник Н. Свириденко, режисер В. Більченко, пластика А. Рубіної). У 1997 році опера (концертний варіант, у перекладі М. Стріхи) була поставлена в Національній філармонії України (диригент-постановник Іван Гамкало).
Постановка «Сокола» стала мистецькою подією для Києва 1990-х років:
| «В постановці опери Свириденко пощастило знайти золоту середину між старовиною та сучасністю… Опери Бортнянського й Березовського — найпридатніший матеріал для створення основи української камерної опери. Поза всяким сумнівом, такий ансамбль може збагатити музичне життя міста». |
17 лютого 2013 9 номерів з опери «Сокіл» в українському перекладі Максима Стріхи прозвучали у концертному виконанні музично-драматичному театрі в Дрогобичі під орудою Миколи Михаця.
У 2013 році концертне виконання здійснювала в Києві Н. Свириденко в інституті ім. Грінченка та Дитячій академії мистецтв. 2014 року опера прозвучала у Львові в рамках фестивалю «Музика старого Львова», а в 2015 — на фестивалі «Старий Краків»

## Характеристика
Музикознавці відзначають, що ця опера поєднує в собі риси французької та італійської опер. Властивою для французької опери була відмова од речитативів і введення замість них діалогів, а також використання пісенних форм, близьких до французьких шансонів. Щоправда, на відміну од попередньої французької опери Бортнянського — «Свято сеньйора», «Сокіл» не містить балетних сцен та заключного водевіля.
Традиціям італійської опери-буффа відповідає насамперед сюжет опери, що виявляє дві пари героїв — сентиментальну пару аристократів та комічну пару їхніх слуг. Типовим для опери буффа є і склад оркестру — 2 флейти, 2 гобої, 2 фаготи та струнні. Однак, у традиціях своєї епохи, «Сокіл» виявляє зближення традицій жанрів буффа і серіа. Поряд із комічно-ігровими епізодами в опері наявні ліричні й драматичні епізоди, що надають опері широкий діапазон почуттів.
Опера має порівняно розвинені ансамблеві форми. Увертюра містить музичний матеріал з наступних номерів, тоді як закінчення усіх трьох дій виконано в тональності сі-бемоль мажор, що додає опері цілісності.

## Дійові особи
- Федеріґо — флорентійський шляхтич (тенор)
- Ельвіра — молода багата удова (сопрано)
- Педрілло — слуга Федеріго (високий баритон або тенор)
- Марина — служниця Ельвіри (сопрано)
- Ґреґуар — старий воротар у сільському будинку Федеріго (бас)
- Жанетта — його дочка, дівчинка 12 років (меццо-сопрано)
- Лікар Лентуллус (баритон)
- Лікар Промптус (тенор)
- Хор

## Сюжет
Дія перша. Картина перша. Флорентійський шляхтич Федеріго страждає від нерозділеного кохання до молодої удови Ельвіри. Щоб привернути її серце, він витратив майже всі свої статки, однак безуспішно. У розпачі він вирішує забути кохану й утекти з міста до своєї ферми в горах, — останньої посілості, яка в нього лишилася. Туди він рушає з вірним слугою Педрілльо, який, в свою чергу, закоханий у служницю Ельвіри — Марину. На фермі на Федеріго чекає його улюбленець — мисливський сокіл.
Картина друга. Ельвіра — заможна удова, вона занепокоєна здоров'ям єдиного сина, а кохання Федеріго її не цікавить. Однак Марина не проти того, щоб прихилити серце своєї пані до Федеріго: адже він — господар Педрілльо, до якого гарненька служниця не байдужа. Дія закінчується комічною сценою з двома лікарями, викликаними до хворого сина. Марина хоче відучити свою пані від надмірної довіри до лікарів — і сама удає хвору. Лікарі впіймалися на цю вигадку і влаштували запеклу суперечку за те, як саме лікувати «хвору». Тільки поява Ельвіри припиняє їхню сварку.
Дія друга. Федеріго повертається на ферму після вдалого полювання й дякує соколу, без якого йому довелося б жити надголодь. На фермі Федеріго розважають Педрілльо і старий солдат Грегуар з донькою Жаннеттою. Але й вони не можуть розвіяти його смутку. Раптом з'являється Ельвіра з Мариною. Щасливий Федеріго розпоряджається накрити обід. Його нітить одне — на вбогій фермі ніде знайти гідного почастунку для такої гості!
Дія третя. Панів розважають піснями Жаннетта і Грегуар. Врешті з'ясовується, для чого насправді прийшла Ельвіра — вона хотіла попросити Федеріго віддати свого знаменитого сокола, щоб той розважив її хворого сина. Однак Федеріго зізнається, що сокола вже немає — він наказав засмажити його на обід, оскільки не мав більше нічого, щоб запропонувати до столу. Жертва нещасного птаха справляє на Ельвіру доленосне враження — тепер вона кохає Федеріго. Вони співають любовний дует, йому вторить і освідчення в коханні слуг — Марини і Педрілльо. У фіналі всі шість дійових осіб оспівують любов.

## Структура
| - Увертюра Дія І - Картина перша - № 1 — Хор - № 2 — Арія Федерігоⓘ - № 3 — Арія Педрілльо - Картина друга - № 4 — Арія Ельвіриⓘ - № 5 — Арія Марини - № 6 — Фінал | Дія ІІ - - № 7 — арія Фередіго - № 8 — Дует Федеріго і Педрілльо - № 9 — Романс - № 10 — Арія Марини. - № 11 — Арія Ельвіри | Дія ІІІ - - № 12 — Арія Жанеттиⓘ - № 13 — Арія Федеріго - № 14 — Пісенька Грегуара - № 15 — Арія Марини - № 16 — Дует Ельвіри та Федеріго - № 17 — Фінал |

## Публікації
- Сокіл [ноти і текст]: Опера, клавір. / Дмитро Бортнянський, Лібр. Ф. Г. Лаферм'єра, перекл., літ. рід. і післямова М. Стріхи, передм. Г. Ганзбурга, упор. А. Бондаренко. — К.-Дрогобич: видавець Святослав Сурма. 2012—218 с. ISBN 978-966-96945-1-3